# Alpes Ligures
Os 'Alpes Ligures (em francês:  Alpes Ligures) são um  maciço que faz parte dos Alpes Ocidentais na sua secção da Cordilheira dos Alpes Marítimos e  cuja maior parte se encontra na região da Ligúria e Piemonte na Itália, com uma pequena parte no departamento francês dos Alpes Marítimos. O cume mais alto é o a Ponta dos Marguareis que culmina a 2.650 m.

## Geografia
De Rocha calcária e  Rocha metamórfica o maciço é limitado a Oeste pelo colo de Tende no Maciço do Mercantour e os Pré-Alpes de Nice. Em direcção de Leste, a cadeia dá lugar à cordilheira dos Apeninos.

## SOIUSA
A Subdivisão Orográfica Internacional Unificada do Sistema Alpino (SOIUSA) criada em 2005, dividiu os Alpes em duas grandes partes:Alpes Ocidentais e Alpes Orientais, separados pela linha formada pelo  Rio Reno - Passo de Spluga - Lago de Como - Lago de Lecco.
Os Alpes Lígures são formados pelo conjunto dos Pré-Alpes Ligures,  e  Alpes dos Marguareis.

### Classificação SOIUSA
Segundo a classificação SOIUSA este acidente orográfico é uma secção alpina com a seguinte classificação:
- Parte = Alpes Ocidentais
- Grande sector alpino = Alpes Ocidentais-Sul
- Secção alpina = Alpes Ligures
- Código = I/A-1

## Imagem

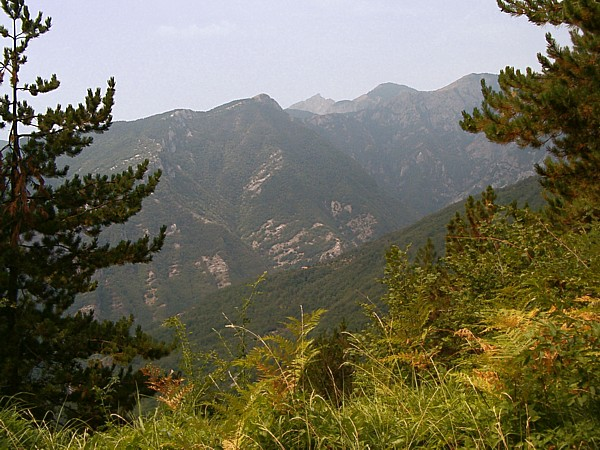
Alpes Liguri